# Oghenekaro Etebo
Oghenekaro Peter Etebo (Lagos, 9 de noviembre de 1995) es un futbolista nigeriano. Juega de centrocampista y su equipo es el Gençlerbirliği S. K. de la Superliga de Turquía.

## Trayectoria
Llegó a Europa en 2016 a través del Clube Desportivo Feirense de la Primeira Liga de Portugal procedente de los Warri Wolves F. C. En enero de 2018 fue cedido a la U. D. Las Palmas de España.
Al finalizar la cesión volvió al equipo portugués, que en junio de 2018 lo traspasó al Stoke City F. C. de Inglaterra. En el mercado de invierno de 2020 fue cedido al Getafe Club de Fútbol y en septiembre al Galatasaray S. K. turco. En julio de 2021 acumuló una nueva cesión, en esta ocasión al Watford F. C. Esta fue la última, ya que en septiembre del año siguiente abandonó definitivamente el conjunto inglés para recalar en el Aris Salónica F. C.
El 1 de agosto de 2024 fichó por el Gençlerbirliği S. K. para las siguientes dos temporadas.

## Selección nacional
Etebo ha sido internacional con la selección de Nigeria en la categoría sub-23 y con la absoluta.
El 27 de julio de 2013, debutó con la selección mayor, en el partido de vuelta de la Clasificación para el Campeonato Africano de Naciones de 2014, se enfrentó a Costa de Marfil, perdieron 2 a 0, pero clasificaron por un global de 4 a 3 a favor. Oghenekaro jugó su primer encuentro con 17 años y 260 días.
En el mes de octubre, jugó un amistoso contra Jordania en la fecha FIFA, fue titular pero perdieron 1 a 0. Finalmente no fue confirmado para el Campeonato Africano de Naciones de 2014.
A mediados de 2015, volvió a ser convocado a la selección, esta vez por Samson Siasia para jugar la Clasificación para el Campeonato Africano Preolímpico, contra Congo en una serie ida y vuelta.
El 19 de julio jugaron el primer partido, Etebo fue titular y ganaron 2 a 1. La revancha de jugó el 2 de agosto, empataron sin goles y clasificó Nigeria con un global de 2 a 1.
Fue confirmado por el entrenador Siasia para jugar el Campeonato Africano Preolímpico de 2015.
Debutó en la fase de grupos, el 29 de noviembre, contra Malí, jugó los 90 minutos y ganaron 3 a 2. El 2 de diciembre, su rival fue Egipto, Etebo anotó 2 goles de penal, pero empataron 2 a 2. Finalmente, el último partido del grupo, se jugó el 5 de diciembre contra Argelia y empataron sin goles.
Nigeria clasificó a las semifinales como segundo del grupo. El 9 de diciembre se enfrentaron a Senegal, al término del primer tiempo el rival no pudo concretar un penal y al minuto 77 Oghenekaro puso el único gol del encuentro, que sentenció la victoria 1 a 0.
La final de la Copa Africana de Naciones sub-23, se jugó el 12 de diciembre de 2015, por quinto partido consecutivo, fue titular, se enfrentaron a Argelia y Etebo se despachó con 2 goles, lo que permitió el triunfo 2 a 1. Nigeria logró el título y la clasificación a los Juegos Olímpicos de Río de Janeiro 2016. Fue el goleador del torneo, con 5 anotaciones.
Debido a su gran temporada, el 7 de enero de 2016, fue distinguido como el jugador talentoso más prometedor del 2015, para la Confederación Africana de Fútbol.
Volvió a ser convocado, por el entrenador por Samson Siasia, para jugar con la selección mayor. El 25 de marzo jugó como titular contra Egipto ante más de 20.000 personas, al minuto 60 anotó su primer gol con la absoluta y empataron 1 a 1. Cuatro días después, jugaron de nuevo contra los egipcios, pero perdieron 1 a 0.
Para las fechas FIFA de mayo, Salisu Yusuf, el nuevo técnico de Nigeria, lo convocó. Jugaron contra Malí y Luxemburgo, en el primer cotejo fue titular y ganaron 1 a 0, en el segundo no tuvo minutos y derrotaron al rival 3 a 1.
Fue incluido en una lista provisoria de 35 jugadores para estar en los Juegos Olímpicos. El entrenador de la sub-23 Siasia, lo confirmó para viajar a Brasil y defender la selección olímpica de Nigeria.
El 4 de agosto de 2016, debutó en los Juegos Olímpicos, fue titular en el Arena da Amazônia ante 30.000 espectadores, anotó 4 goles y vencieron a Japón 5 a 4.
En la Copa Mundial de Fútbol de 2018 fue titular con la selección de Nigeria. Su selección fue eliminada en la primera fase, y Etebo tuvo la mala fortuna de marcar un gol en propia puerta frente a Croacia en el partido inicial, después de un cabezazo de Mario Mandžukić.

### Participaciones
| Copa                                                          | Sede    | Resultado     | Partidos | Goles |
| ------------------------------------------------------------- | ------- | ------------- | -------- | ----- |
| Clasificación para el Campeonato Africano de Naciones de 2014 | África  | Clasificó     | 1        | 0     |
| Clasificación para el Campeonato Africano Preolímpico de 2015 | África  | Clasificó     | 2        | 0     |
| Campeonato Africano Preolímpico de 2015                       | Senegal | Campeón       | 5        | 5     |
| Clasificación para la Copa Africana de Naciones de 2017       | África  | No clasificó  | 2        | 1     |
| Juegos Olímpicos de Río de Janeiro 2016                       | Brasil  | Tercer puesto | 3        | 4     |
| Mundial de Rusia 2018                                         | Rusia   | Primera fase  | 3        | 0     |
| Copa Africana de Naciones 2019                                | Egipto  | Tercer puesto | 7        | 0     |

## Estadísticas

### Clubes
Actualizado al 19 de mayo de 2018.
| Club                      | Div.          | Temporada     | Liga  | Liga  | Liga   | Copas nacionales | Copas nacionales | Copas nacionales | Torneos internacionales | Torneos internacionales | Torneos internacionales | Total | Total | Total  |
| Club                      | Div.          | Temporada     | Part. | Goles | Asist. | Part.            | Goles            | Asist.           | Part.                   | Goles                   | Asist.                  | Part. | Goles | Asist. |
| ------------------------- | ------------- | ------------- | ----- | ----- | ------ | ---------------- | ---------------- | ---------------- | ----------------------- | ----------------------- | ----------------------- | ----- | ----- | ------ |
| Feirense Portugal         | 2.ª           | 2015-16       | 4     | 1     | 2      | 0                | 0                | 0                | -                       | -                       | -                       | 4     | 1     | 2      |
| Feirense Portugal         | 1.ª           | 2016-17       | 23    | 2     | 3      | 5                | 2                | 0                | -                       | -                       | -                       | 28    | 4     | 3      |
| Feirense Portugal         | 1.ª           | 2017-18       | 18    | 4     | 1      | 2                | 0                | 0                | -                       | -                       | -                       | 20    | 4     | 1      |
| Feirense Portugal         | Total club    | Total club    | 45    | 7     | 6      | 7                | 2                | 0                | 0                       | 0                       | 0                       | 52    | 9     | 6      |
| U. D. Las Palmas · España | 1.ª           | 2017-18       | 14    | 0     | 1      | 0                | 0                | 0                | -                       | -                       | -                       | 14    | 0     | 1      |
| U. D. Las Palmas · España | Total club    | Total club    | 14    | 0     | 1      | 0                | 0                | 0                | 0                       | 0                       | 0                       | 14    | 0     | 1      |
| Total carrera             | Total carrera | Total carrera | 59    | 7     | 7      | 7                | 2                | 0                | 0                       | 0                       | 0                       | 66    | 9     | 7      |

### Resumen estadístico
|                             | Partidos | Goles | Promedio |
| --------------------------- | -------- | ----- | -------- |
| Liga                        | 59       | 7     | 0,08     |
| Copas nacionales            | 7        | 2     | 0,50     |
| Copas internacionales       | 0        | 0     | 0,00     |
| Selección de Nigeria sub-23 | 16       | 7     | 0,90     |
| Selección de Nigeria        | 13       | 1     | 0,20     |
| Total                       | 95       | 17    | 0,41     |

### Hat-tricks
| Partidos en los que anotó tres o más goles | Partidos en los que anotó tres o más goles | Partidos en los que anotó tres o más goles | Partidos en los que anotó tres o más goles | Partidos en los que anotó tres o más goles | Partidos en los que anotó tres o más goles | Partidos en los que anotó tres o más goles | Partidos en los que anotó tres o más goles |
| #                                          | Fecha                                      | Lugar                                      | Equipo                                     | Rival                                      | Goles                                      | Resultado                                  | Competición                                |
| ------------------------------------------ | ------------------------------------------ | ------------------------------------------ | ------------------------------------------ | ------------------------------------------ | ------------------------------------------ | ------------------------------------------ | ------------------------------------------ |
| 1                                          | 4 de agosto de 2016                        | Arena da Amazônia, Manaus                  | Nigeria Sub-23                             | Japón Sub-23                               | Gol · Gol · Gol · Gol                      | 5 - 4                                      | Juegos Olímpicos 2016                      |

## Palmarés

### Títulos internacionales
| Título                     | Club (*)             | País    | Año  |
| -------------------------- | -------------------- | ------- | ---- |
| Campeonato Africano Sub-23 | Selección de Nigeria | Senegal | 2015 |
| Juegos Olímpicos           | Selección de Nigeria | Brasil  | 2016 |

(*) Incluyendo la selección.

### Distinciones individuales
| Distinción                                             | Año  |
| ------------------------------------------------------ | ---- |
| Goleador del Campeonato Africano Sub-23 (5 goles)      | 2015 |
| Jugador talentoso más prometedor de África para la CAF | 2016 |